# Constantijn Lekapenos
Constantijn VIII Lekapenos (eigenlijk Lakapenos; Grieks: Κωνσταντίνος Λακαπήνος, Kōnstantinos Lakapēnos) (?-946) was van 924 tot 945 medekeizer van Byzantium. Doorgaans wordt hij in de telling van de Byzantijnse keizers niet meegerekend: daar geldt de naamgenoot die van 1025 tot 1028 regeerde als Constantijn VIII.

## Leven
Constantijn was de derde zoon van Romanos I Lekapenos, die in 919 medekeizer werd naast de legitieme heerser Constantijn VII Porphyrogennetos en in 921 diens plaats als "hoofdkeizer" innam. Romanos riep in datzelfde jaar zijn oudste zoon Christophoros († 931) uit tot medekeizer. Drie jaar later viel deze eer ook Constantijn en zijn oudere broer Stephanos te beurt.
Constantijn en Stephanos waren berucht om hun morele verval, omkoopbaarheid en neiging tot intrigeren. In 943 complotteerden ze tegen de veldheer Johannes Kourkouas en wisten ze te voorkomen dat diens dochter Euphrosyne met Romanos' kleinzoon - de zoon van Constantijn VII - Romanos huwde. Een jaar later vervingen ze de belangrijkste veldheer van de eeuw, Romanos, door een incompetente verwant, een zekere Pantherios.
Romanos Lekapenos, bij wie de jaren begonnen te tellen, liet zich steeds meer door zijn zoons beïnvloeden. In zijn testament stelde hij echter nadrukkelijk dat Constantijn Porphyrogennetos na zijn dood de hoogste rang in het rijk zou bekleden. De broers, die van Constantijn VII weinig goeds te verwachten hadden, dwongen hun zieke vader daarom in 944 in een klooster. Ze hadden de situatie echter verkeerd ingeschat: bij hun terugkeer in Constantinopel eiste het volk de hoogste rang voor de legitieme keizer Constantijn VII.
Constantijn en Stephanos moesten dit wel aanvaarden, maar werden in 945 wegens het beramen van een complot tegen Constantijn VII gearresteerd en naar het klooster op het eiland Proti verbannen, waar ook hun vader verbleef. Later werd Constantijn na een kort oponthoud op Tenedos overgeplaatst naar Samothrake. Daar doodde hij in 946 zijn bewakers, maar werd bij zijn ontsnappingspoging ook zelf gedood. Zijn zoon Romanos was eunuch en werd na de val van de Lekapenen patrikios en eparch.